# Convento de Jesús y María
El convento de Jesús y María es un edificio de la localidad española de Huete, en la provincia de Cuenca.
Su construcción se remonta a la segunda mitad del siglo XVI.

## Descripción

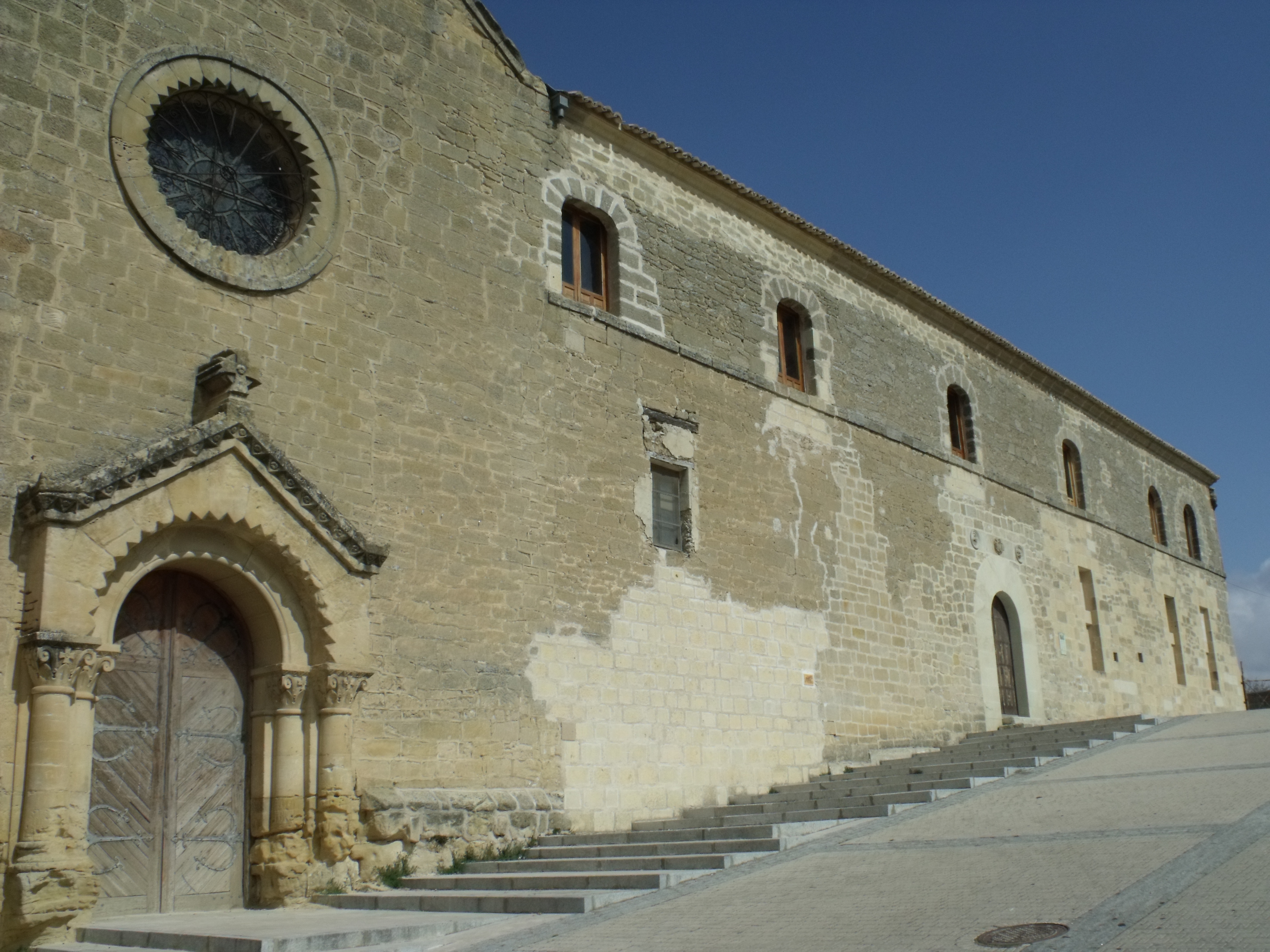
Vista del edificio

Este edificio se asienta sobre una pequeña elevación de terreno en la que se encontraba la ermita de Santa Lucía, cuya campana se reutilizó en la torre de la nueva construcción. El convento lo fundó Marcos de Parada, Arcediano de Alarcón, para recogimiento de doncellas virtuosas y para perpetuar su memoria, sirviendo este edificio de panteón familiar. Las obras se inician en 1554 y concluyen veintidós años después cuando pasan a morarlo monjas de la orden de San Lorenzo Justiniano provenientes de Cuenca. Este edificio es uno de los mejores de la arquitectura conquense del siglo XVI; su planta rectangular se modula en torno a un claustro con arcos de medio punto sobre unos curiosos pilares cuadrados y cajeados, auténtica novedad en la diócesis en el momento de su construcción. El edificio se articula a modo de rico palacio florentino incorporándose las armas del fundador en la esquinas del edificio. Como campanario se construyó una torre de planta triangular, una de las pocas de esta tipología que existen en el mundo. La austeridad de sus muros queda rota por la magnífica portada de la iglesia conventual, una de las mejores obras del Manierismo conquense, seguramente diseñada por el famoso arquitecto Andrés de Vandelvira que, desde 1560 hasta 1567 fue maestro mayor de obras del obispado de Cuenca; la ejecución de ésta se atribuye a Esteban Jamete. Se trata de una obra de primera línea tanto en su labor arquitectónica, manifestada en su proporcionada y elegante traza, como en su trabajo escultórico, mostrado en la expresividad de los rostros, los pliegues de los vestidos y el movimiento de las figuras. En ella se representa la Natividad de Nuestro Señor, así como figuras alegóricas de las siete virtudes, ensalzadas durante el Concilio de Trento, celebrado pocos años antes a la construcción de la misma. Una vez clausurado el monasterio, en 1835 pasa la casa conventual a propiedad del Ministerio de Hacienda, mientras que en la iglesia se instala la parroquia de Santa María de Castejón, vulgo el Cristo, hoy filial de la Parroquia de San Esteban. En el templo está enterrado Eusebio Bardají y Azara, Secretario de Estado y Presidente de Gobierno en la Guerra de Independencia, el Trienio Liberal y con Isabel II.
El inmueble fue declarado monumento histórico-artístico con carácter nacional el 13 de abril de 1983, mediante un Real Decreto publicado el 11 de junio de ese mismo año en el Boletín Oficial del Estado, con la rúbrica del rey Juan Carlos I y el ministro de Cultura Javier Solana.
En la actualidad está catalogado como bien de interés cultural, con la categoría de monumento.